# Forca di Fao
Forca di Fao è un rilievo dei Monti Reatini che si trova nel Lazio, nella provincia di Rieti, tra il comune di Leonessa e  quello di Cittareale.